# Arie Haan
Arie Haan (Finsterwolde, 1948. november 16. –) 35-szörös holland válogatott, kétszeres világbajnoki ezüstérmes labdarúgó, középpályás, edző. Hét alkalommal szerepelt európai kupa-döntőben három csapattal.

## Pályafutása

### Klubcsapatban
Az Ajax csapatában kezdte a labdarúgást, ahol 1969-ben mutatkozott be az élvonalban. 1969 és 1975 között 132 bajnoki mérkőzésen lépett pályára és 23 gólt szerzett. Három-három holland bajnoki címet és kupa-győzelmet szerzett a csapattal. Tagja volt a sorozatban három BEK-győzelmet szerző csapatnak.
1975 és 1981 között a belga Anderlecht csapatában szerepelt és 199 bajnoki mérkőzésen 35 gólt szerzett. Egy-egy belga bajnoki címet és kupa-győzelmet szerzett a csapattal. Tagja volt az 1976 és 1978 között sorozatban háromszor Kupagyőztesek Európa-kupája döntőjébe jutott csapatnak. Az 1976-os és 1978-as döntőn nyert az Anderlecht, csak 1977-ben vesztett a Hamburger SV ellen.
1981 és 1983 között a belga Standard de Liège együttesében játszott és 65 bajnoki mérkőzésen 12 gólt szerzett. Két belga bajnoki címet és egy kupa-győzelmet szerzett a csapattal. Az 1981–82-es idényben a kupagyőztesek Európa-kupája döntőjébe jutott a csapattal. A döntőben az FC Barcelona együttesével találkoztak. A mérkőzést a Barcelona stadionjában, a Camp Nouban rendezték meg, ahol a Standard de Liège 2–1-re kikapott. Ez volt Haan hetedik európai kupadöntője.
Az 1983–84-es idényben a holland PSV Eindhoven színeiben játszott és 18 bajnoki mérkőzésen lépett pályára. A következő idényben a hongkongi Seiko csapatában öt mérkőzésen egy gólt szerzett. Itt fejezte be az aktív labdarúgást.

### A válogatottban
1972 és 1980 között 35 alkalommal szerepelt a holland válogatottban és hat gólt szerzett. Két világbajnokságon vett részt (1974, 1978). Mindkét alkalommal tagja volt az ezüstérmes csapatnak. Az 1978-as világbajnokságon két góllal segítette csapatát a döntőbe jutáshoz. A középdöntőben Olaszország és az NSZK ellen is sikeres volt két távoli lövéssel. 1980-ban részt vett az olaszországi Európa-bajnokságon. A holland csapat meglepetésre már a középdöntőben kiesett.

## Sikerei, díjai

### Játékosként
Hollandia
- Világbajnokság
  - ezüstérmes: 1974, 1978

AFC Ajax
- Holland bajnokság
  - bajnok: 1969–70, 1971–72, 1972–73
  - 2.: 1970–71
  - 3.: 1973–74, 1974–75
- Holland kupa
  - győztes: 1970, 1971, 1972
- Bajnokcsapatok Európa-kupája (BEK)
  - győztes: 1970–71, 1971–72, 1972–73
- UEFA-szuperkupa
  - győztes: 1972, 1973
- Interkontinentális kupa
  - győztes: 1972

RSC Anderlecht
- Belga bajnokság
  - bajnok: 1980–81
  - 2.: 1975–76, 1976–77, 1977–78, 1978–79
- Belga kupa
  - győztes:  1976
  - döntős: 1977
- Kupagyőztesek Európa-kupája (KEK)
  - győztes: 1975–76, 1977–78
  - döntős: 1976–77
- UEFA-szuperkupa
  - győztes: 1976, 1978

Standard de Liège
- Belga bajnokság
  - bajnok: 1981–82, 1982–83
- Kupagyőztesek Európa-kupája (KEK)
  - döntős: 1981–82

### Edzőként
RSC Anderlecht
- Belga bajnokság
  - bajnok: 1985–86

VfB Stuttgart
- UEFA-kupa
  - döntős: 1988–89

Standard de Liège
- Belga kupa
  - győztes: 1993

## Statisztika

### Mérkőzései a holland válogatottban
| Hollandia | Hollandia            | Hollandia                                  | Hollandia     | Hollandia | Hollandia      | Hollandia     | Hollandia | Hollandia |
| #         | Dátum                | Helyszín                                   | Hazai         | Eredmény  | Vendég         | Kiírás        | Gólok     | Esemény   |
| --------- | -------------------- | ------------------------------------------ | ------------- | --------- | -------------- | ------------- | --------- | --------- |
| 1.        | 1972. augusztus 30.  | Prága, Stadion Letná                       | Csehszlovákia | 1 – 2     | Hollandia      | barátságos    | -         | 46'       |
| 2.        | 1973. március 28.    | Bécs, Práter Stadion                       | Ausztria      | 1 – 0     | Hollandia      | barátságos    | -         |           |
| 3.        | 1973. május 2.       | Amszterdam, Olimpiai Stadion               | Hollandia     | 3 – 2     | Spanyolország  | barátságos    | -         |           |
| 4.        | 1973. augusztus 22.  | Amszterdam, Stadion De Meer                | Hollandia     | 5 – 0     | Izland         | vb-selejtező  | 1         | 17'       |
| 5.        | 1973. augusztus 29.  | Deventer, De Adelaarshorst                 | Izland        | 1 – 8     | Hollandia      | vb-selejtező  | -         |           |
| 6.        | 1973. szeptember 12. | Oslo, Ullevaal Stadion                     | Norvégia      | 1 – 2     | Hollandia      | vb-selejtező  | -         | 81'       |
| 7.        | 1973. október 10.    | Rotterdam, Feijenoord Stadion              | Hollandia     | 1 – 1     | Lengyelország  | barátságos    | -         |           |
| 8.        | 1973. november 18.   | Amszterdam, Olimpiai Stadion               | Hollandia     | 0 – 0     | Belgium        | vb-selejtező  | -         |           |
| 9.        | 1974. május 26.      | Amszterdam, Olimpiai Stadion               | Hollandia     | 4 – 1     | Argentína      | barátságos    | 1         | 77'       |
| 10.       | 1974. június 5.      | Rotterdam, Feijenoord Stadion              | Hollandia     | 0 – 0     | Románia        | barátságos    | -         |           |
| 11.       | 1974. június 15.     | Hannover, Niedersachsenstadion (FRG)       | Uruguay       | 0 – 2     | Hollandia      | vb-csoportkör | -         |           |
| 12.       | 1974. június 19.     | Dortmund, Westfalenstadion (FRG)           | Hollandia     | 0 – 0     | Svédország     | vb-csoportkör | -         |           |
| 13.       | 1974. június 23.     | Dortmund, Westfalenstadion (FRG)           | Bulgária      | 1 – 4     | Hollandia      | vb-csoportkör | -         |           |
| 14.       | 1974. június 26.     | Gelsenkirchen, Parkstadion (FRG)           | Argentína     | 0 – 4     | Hollandia      | vb-középdöntő | -         |           |
| 15.       | 1974. június 30.     | Gelsenkirchen, Parkstadion (FRG)           | NDK           | 0 – 2     | Hollandia      | vb-középdöntő | -         |           |
| 16.       | 1974. július 3.      | Dortmund, Westfalenstadion (FRG)           | Brazília      | 0 – 2     | Hollandia      | vb-középdöntő | -         |           |
| 17.       | 1974. július 7.      | München, Olimpiai Stadion                  | NSZK          | 2 – 1     | Hollandia      | vb-döntő      | -         |           |
| 18.       | 1974. szeptember 4.  | Stockholm, Råsunda Stadion                 | Svédország    | 1 – 5     | Hollandia      | barátságos    | 1         | 33' 78'   |
| 19.       | 1974. szeptember 25. | Helsinki, Olimpiai Stadion                 | Finnország    | 1 – 3     | Hollandia      | Eb-selejtező  | -         |           |
| 20.       | 1974. október 9.     | Rotterdam, Feijenoord Stadion              | Hollandia     | 1 – 0     | Svájc          | barátságos    | -         |           |
| 21.       | 1974. november 20.   | Rotterdam, Feijenoord Stadion              | Hollandia     | 3 – 1     | Olaszország    | Eb-selejtező  | -         |           |
| 22.       | 1976. szeptember 8.  | Reykjavík, Laugardalsvöllur                | Izland        | 0 – 1     | Hollandia      | vb-selejtező  | -         |           |
| 23.       | 1976. október 13.    | Rotterdam, Feijenoord Stadion              | Hollandia     | 2 – 2     | Észak-Írország | vb-selejtező  | -         |           |
| 24.       | 1978. május 20.      | Bécs, Práter Stadion                       | Ausztria      | 0 – 1     | Hollandia      | barátságos    | 1         | 46' 55'   |
| 25.       | 1978. június 3.      | Mendoza, Estadio Malvinas Argentinas (ARG) | Irán          | 0 – 3     | Hollandia      | vb-csoportkör | -         |           |
| 26.       | 1978. június 7.      | Mendoza, Estadio Malvinas Argentinas (ARG) | Peru          | 0 – 0     | Hollandia      | vb-csoportkör | -         |           |
| 27.       | 1978. június 14.     | Córdoba, Estadio Chateau Carreras (ARG)    | Ausztria      | 1 – 5     | Hollandia      | vb-középdöntő | -         |           |
| 28.       | 1978. június 18.     | Córdoba, Estadio Chateau Carreras (ARG)    | NSZK          | 2 – 2     | Hollandia      | vb-középdöntő | 1         | 27'       |
| 29.       | 1978. június 21.     | Buenos Aires, Estadio Monumental (ARG)     | Olaszország   | 1 – 2     | Hollandia      | vb-középdöntő | 1         | 76'       |
| 30.       | 1978. június 25.     | Buenos Aires, Estadio Monumental           | Argentína     | 3 – 1     | Hollandia      | vb-döntő      | -         |           |
| 31.       | 1978. szeptember 20. | Nijmegen, Goffertstadion                   | Hollandia     | 3 – 0     | Izland         | Eb-selejtező  | -         |           |
| 32.       | 1978. október 11.    | Bern, Wankdorfstadion                      | Svájc         | 1 – 3     | Hollandia      | Eb-selejtező  | -         |           |
| 33.       | 1980. június 11.     | Nápoly, Stadio San Paolo (ITA)             | Görögország   | 0 – 1     | Hollandia      | Eb-csoportkör | -         |           |
| 34.       | 1980. június 14.     | Nápoly, Stadio San Paolo (ITA)             | NSZK          | 3 – 2     | Hollandia      | Eb-csoportkör | -         |           |
| 35.       | 1980. június 17.     | Milánó, Giuseppe Meazza Stadion (ITA)      | Csehszlovákia | 1 – 1     | Hollandia      | Eb-csoportkör | -         | 46'       |
|           | Összesen             |                                            |               | 35        | mérkőzés       |               | 6         | gól       |